# Argon-fluorohidrid
Az argon-fluorohidrid (HArF) az egyetlen ismert semleges argonvegyület.

## Felfedezése
A HArF az első felfedezett argonvegyület. Markku Räsänen által vezetett finn tudósok fedezték fel 2000. augusztus 24-én. A Nature írta meg a felfedezését.

## Szintézise
Előállításnál argon, hidrogén-fluorid és cézium-jodid keverékét teszik ultraibolya sugárzásnak 8 K (–265 °C) hőmérsékleten.
Az infravörös spektruma azt jelzi, hogy a benne levő kovalens kötések nagyon gyengék, emiatt az előállítás után HArF, HF és Ar keveréke lesz. 17 K (–256 °C) alatt stabil, de melegítés hatására argonra és hidrogén-fluoridra bomlik.

## Fordítás
Ez a szócikk részben vagy egészben  az   Argon fluorohydride című angol Wikipédia-szócikk ezen változatának fordításán alapul.  Az eredeti cikk szerkesztőit annak laptörténete sorolja fel. Ez a jelzés csupán a megfogalmazás eredetét és a szerzői jogokat jelzi, nem szolgál a cikkben szereplő információk forrásmegjelöléseként.